# Rue Guillaume-de-Mondran
La rue Guillaume-de-Mondran, ou simplement Mondran, est une voie de Toulouse, chef-lieu de la région Occitanie, dans le Midi de la France.

## Situation et accès

### Description
La rue Guillaume-de-Mondran est une voie publique. Elle se trouve dans le quartier de Monplaisir.
Elle naît de l'allée Frédéric-Mistral. Longue de 242 mètres et rectiligne, d'une largeur régulière de 10 mètres, elle est orientée au sud-est. Elle se termine au carrefour de la rue Bégué-David.
La chaussée compte une voie de circulation automobile, en sens unique entre l'allée Frédéric-Mistral et la rue Bégué-David. Elle appartient à une zone 30 et la vitesse y est limitée à 30 km/h. Il n'existe pas de bande, ni de piste cyclable, quoiqu'elle soit à double-sens cyclable sur toute sa longueur.

### Voies rencontrées
La rue Guillaume-de-Mondran rencontre les voies suivantes, dans l'ordre des numéros croissants :
1. Allée Frédéric-Mistral
2. Rue Bégué-David

## Odonymie
La rue est nommée en hommage à Guillaume de Mondran. Il semble toutefois qu'il y ait eu une confusion entre les deux frères Guillaume (mort en 1742) et Louis de Mondran (1699-1792). Le premier est trésorier général de France pour la généralité de Toulouse, mais aussi membre de la société des Lanternistes, devenue en 1746 l'académie des sciences, inscriptions et belles-lettres de Toulouse. Le second, avocat au parlement mais surtout joueur de cartes et homme d'affaires, qui joue également un rôle actif dans la vie intellectuelle toulousaine au XVIIIe siècle : en 1746, il encourage la fondation d'une société des beaux-arts, devenue en 1751 l'académie royale de peinture, sculpture et architecture de Toulouse. Il s'intéresse en particulier à l'urbanisme et présente en 1752 un Projet pour le commerce et pour les embellissements de Toulouse, qui débouche sur la création de l'Esplanade (actuel Boulingrin) et de ses allées (actuelles allées Forain-François-Verdier, Paul-Sabatier, des Soupirs, Frédéric-Mistral et Serge-Ravanel, et Jules-Guesde),.
Entre 1886 et 1903, la rue Mondran a porté le nom des Orphelins, car elle longe l'orphelinat de la Grande-Allée, un orphelinat pour garçons établi en 1861 (actuels maison d'enfants à caractère social et institut thérapeutique, éducatif et pédagogique La Grande Allée, no 9 allée des Demoiselles et no 1 allée Frédéric-Mistral).

## Patrimoine et lieux d'intérêt

### Établissements scolaires
En 1915, l'usine de chaussures Nougayrol est construite à l'angle de la rue Bégué-David. En 1936, les locaux sont loués afin d'abriter le bureau d'études de la société nationale des constructions aéronautiques du Midi (SNCAM), dirigée par Émile Dewoitine. En 1943, il déménage sur le site de l'usine Saint-Éloi (actuel no 57 chemin du Sang-de-Serp), mais dès l'année suivante, à la suite du bombardement de l'usine de construction aéronautique de Montaudran, le 6 avril 1944, le site accueille les bureaux de la société Bréguet. En 1946, les bâtiments sont dévolus à un établissement technique aéronautique (ETA), un établissement d'enseignement privé. Vers 1970, après le départ du lycée aéronautique, l'ensemble est aménagé pour accueillir les annexes des deux lycées professionnels Gabriel-Péri et Théodore-Ozenne.
- no  23 : lycée Théodore-Ozenne[6].
- no  25 : lycée Gabriel-Péri[7].

### MECS-DITEP La Grande Allée
La Grande Allée regroupe une maison d'enfants à caractère social (MECS) et un dispositif ITEP, composé d'un institut thérapeutique, éducatif et pédagogique (ITEP) et d'un service d'éducation spéciale et de soins à domicile (SESSAD). Elle est gérée par l'Essor tolosan, une association œuvrant dans le domaine de l'action sociale et médico-sociale.

### Immeubles et maison
- no  13 bis : immeuble. 

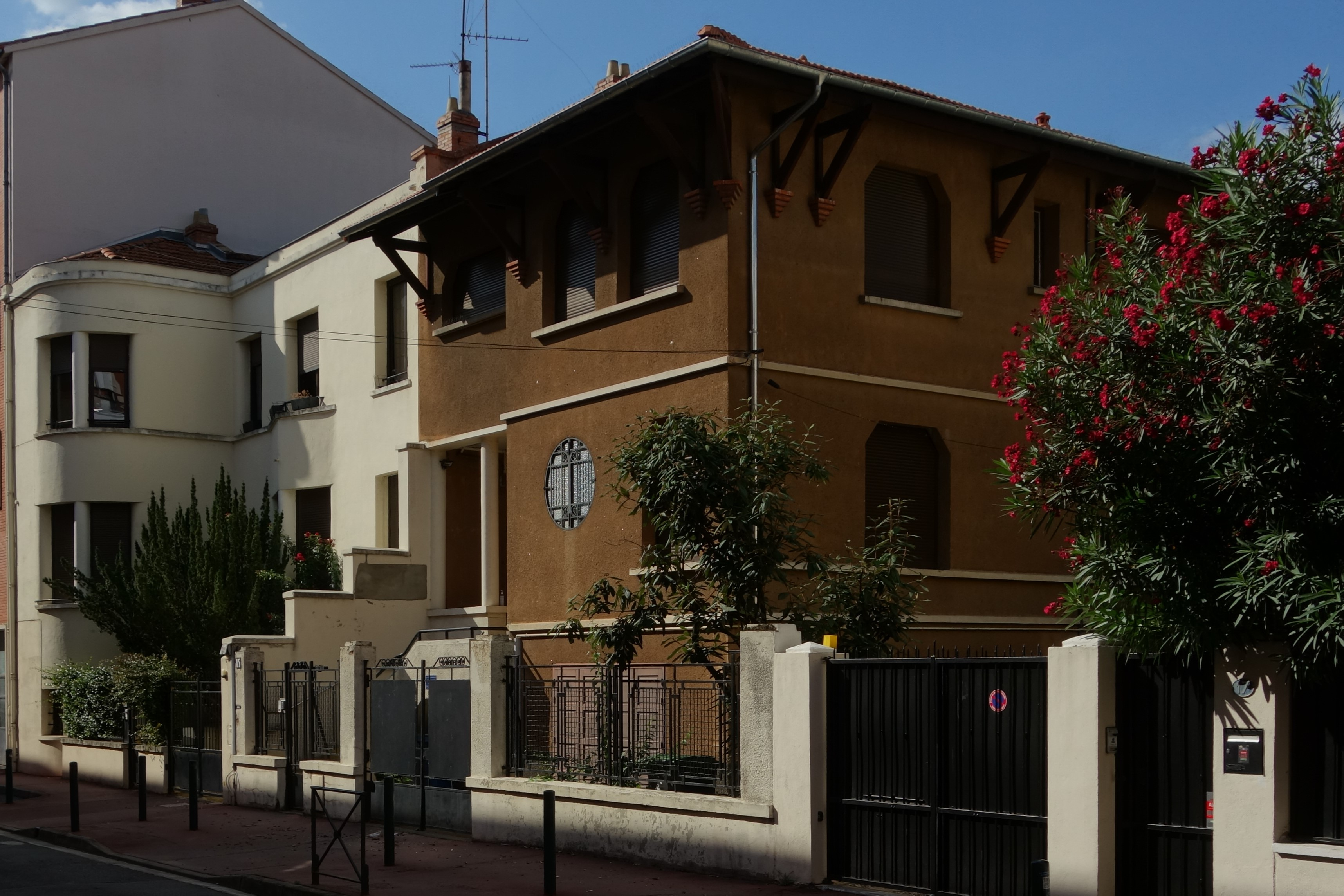
no 13 bis et 15 : maisons Art déco.

L'immeuble, de style Art déco, est construit en 1936 par Pierre Férès, jeune architecte toulousain tout juste diplômé de l'École des Beaux-Arts de Paris. Il possède une ossature en béton et les façades sont couvertes d'un enduit clair qui lui donne une certaine unité. Il se compose de deux corps de bâtiment disposés en L, qui s'élèvent sur deux étages. À gauche, l'angle arrondi est souligné par les fenêtres jumelles. Les élévations sont couronnées par une corniche[9].

- no  15 : maison (deuxième quart du XXe siècle)[10].
- no  21 : immeuble (1930, Barthélémy Guitard et Jean Valette)[11].